# Ceylanpınar
Ceylanpınar – miasto w Turcji w prowincji Şanlıurfa.
Według danych na rok 2014 miasto zamieszkiwało 49 672 osób.